# Pivovar Mutěnín
Pivovar Mutěnín stával v areálu panského statku v obci Mutěnín, který byl až do událostí po roce 1945 městysem.

## Historie
První písemná zmínka o pivovaru pochází z roku 1644, kdy bylo panství ve správě Vídršperků. Mlýn za pivovarem sloužil k výrobě sladu, vedle bývala chmelnice a sklepy. K pivovaru také patřily 2 šenky na náměstí. Za Vídršperků se zde vařilo pivo pro celé panství, ročně to byly dvě várky. V roce 1823 došlo k přestavbě pivovaru a podle dobových záznamů se zde mohlo vařit až 12 sudů piva. S využíváním parní energie nastal ústup mutěnínského pivovaru. Tehdejší majitel, hrabě Coudenhove-Kalergi, vlastnil pivovary v Poběžovicích, Mutěníně a Pivoni, který jediný byl vybaven parním strojem a zůstal v provozu. K ukončení provozu mutěnínského pivovaru došlo roku 1901, přičemž jeho největší výstav činil 2 115 hl. Po požáru v roce 1934 pak byly budovy zbořeny.

## Současnost
Dnes toho na místě bývalého pivovaru mnoho nenajdeme. Na místě vlastního pivovaru je volná plocha zarostlá trávou, sklepy u rybníka rozvaleny. Dobře na tom není ani mlýn, kterému hrozí demolice. Z celého areálu statku zbyla pouze obytná budova, která je dnes také ve špatném stavu.